# Tháng 2 năm 2005

## Chủ nhật, ngày20 tháng 2năm2005
- Tây Ban Nha trở thành nước đầu tiên bỏ phiếu trong một trưng cầu dân ý để biểu quyết cho Hiệp ước để lập Hiến pháp Âu Châu. Có 90% lá phiếu đã được kiểm, chắc chắn là đa số rõ ràng (khoảng 77%) ủng hộ hiến pháp mới. Tuy nhiên có rất ít người (khoảng 42%) đã có mặt để bỏ phiếu. Con số đó làm người ta bối rối sau khi cả chính phủ và đảng đối lập chính đều ủng hộ cho lựa chọn "vàng". (BBC Tiếng Việt)
- Bồ Đào Nha đi bỏ phiếu trong bầu cử nghị viện. Những cuộc thăm dò rời phòng (exit poll) đầu tiên sẽ có vào khoảng 20:00 giờ UTC (3:00 giờ Việt Nam; 12:00 giờ Ca Li), và đảng Xã hội đối lập chắc sẽ thắng theo thăm dò trước bầu cử. (Reuters[liên kết hỏng])
- Miền bắc Síp đi bỏ phiếu trong cuộc tổng tuyển cử sớm. Tổng thống Rauf Denktash yêu cầu cuộc bầu cử này sau khi phe lãnh đạo bởi Mehmet Ali Talat đánh mất đa số trong nghị viện.

## Thứ sáu, ngày17 tháng 2năm2005
- Bom nổ giết 29 người Shia ở Iraq BBC Tiếng Việt
- Tổng thống Togo chấp thuận bầu cử (BBC Tiếng Việt)
- Ông John Negroponte được bổ nhiệm làm giám đốc cơ quan tình báo quốc gia Hoa Kỳ (VOA Tiếng Việt)
- Nga tiếp tục hợp tác hạt nhân với Iran (vnExpress Lưu trữ ngày 21 tháng 2 năm 2005 tại Wayback Machine)
- Chính phủ Việt Nam ra chỉ thị mới về đạo Tin Lành (Nhân dân, Á Châu tự do Lưu trữ ngày 13 tháng 11 năm 2005 tại Wayback Machine, BBC Tiếng Việt)

## Thứ tư, ngày15 tháng 2năm2005
- Hoa Kỳ cảnh cáo Syria về vụ ám sát cựu thủ tướng Liban (BBC Tiếng Việt)
- Thời tiết xấu cản trở vụ cứu hộ công nhân kẹt ở hầm mỏ tại Trung Quốc (VnExpress Lưu trữ ngày 24 tháng 2 năm 2005 tại Wayback Machine)
- Việt Nam sẽ mở một thị trường chứng khoán thứ hai tại Hà Nội (VOA)
- Việt Nam sắp công bố đã khống chế được dịch cúm gia cầm (RFA Lưu trữ ngày 19 tháng 10 năm 2005 tại Wayback Machine)